# Castleton Tower
Castleton Tower es una torre natural de arenisca de 122 m que se alza sobre un monte de 305 m de altura al noreste del Castle Valley, Utah. La torre es famosa por ser objeto de muchas fotografías y por sus rutas de escalada clásicas. La torre es accesible andando desde una antigua zona de acampada al sur.

## Ubicación

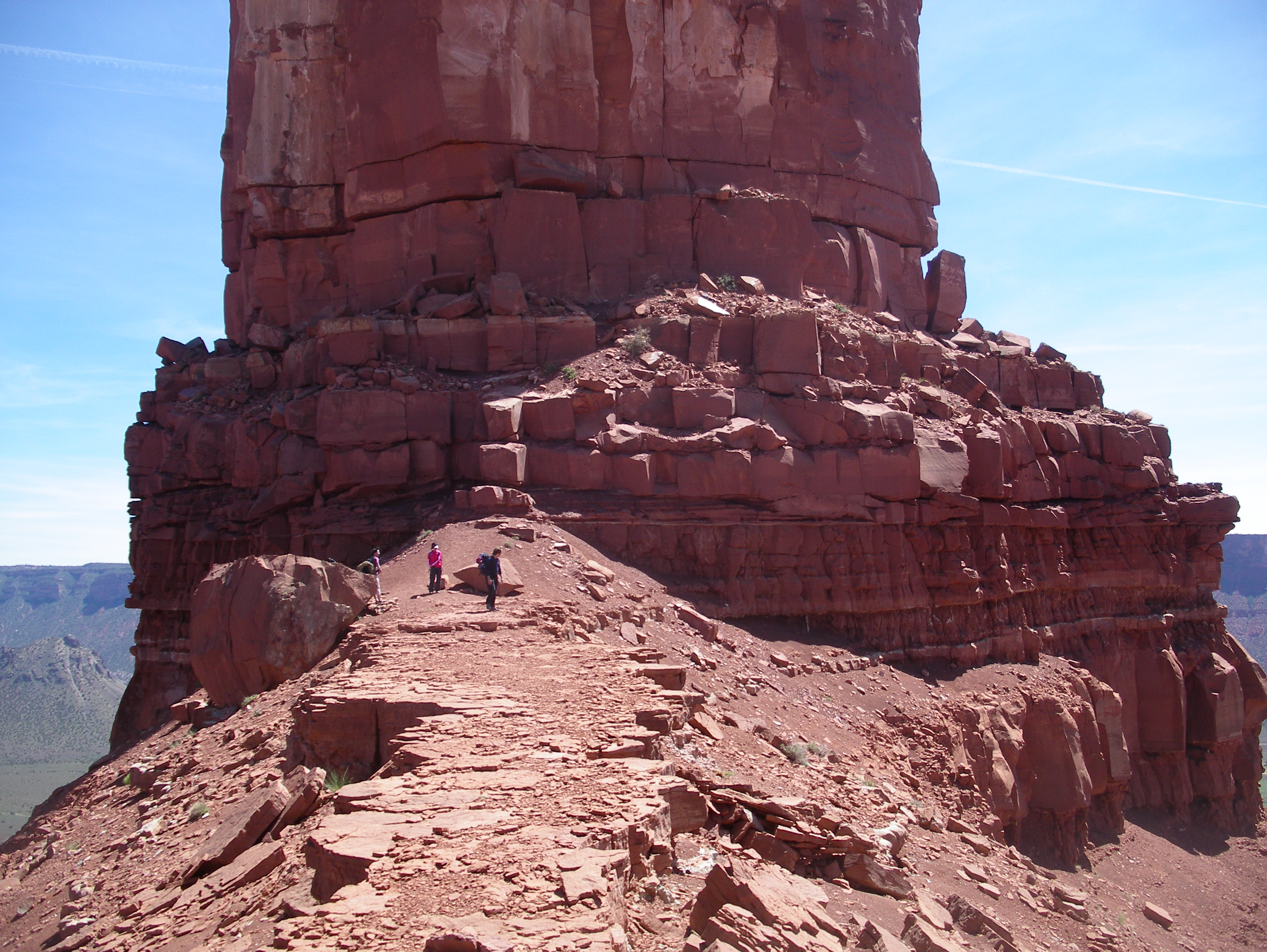
La base de Castleton Tower visto desde la cresta de aproximación estándar. El punto de vista es entre The Rectory y la torre mirando al sur, a su cara norte.

Castleton Tower se asienta al final sur de una cresta constituida principalmente de arena roja, gravas, rocas desmenuzadas y pequeños acantilados. La cresta tiene unos 850 m de largo en dirección norte-sur. Castleton Tower comparte la cresta con una estructura ubicada en el lado norte, de una altura similar pero de mucha mayor superficie, conocida como The Rectory. La ciudad más cercana es Moab, Utah, a unos 16 km al suroeste y el acceso más habitual es por la carretera Castleton desde la Ruta 128, que pasa sobre el río Colorado entre la I-70 y la Ruta 191. El Rancho La Sal y el Bosque Nacional Manti-La Sal es visible hacia el sudeste, las torres Fisher hacia el noreste y el río Colorado con sus acantilados se encuentran al noroeste de Castleton Tower.

## Historia de escalada
Entre los destinos de escalada más populares del mundo, Castleton Tower ha sido coronada por cientos de escaladores. El historiador de escalada Stewart Green afirma que el número de ascensos con éxito está sobre los 40.000 y ha habido tantos que "nadie sabe realmente cuánta gente ha alcanzado la cima" El primer ascenso lo terminaron el 16 de septiembre de 1961 Layton Kor y Huntley Ingalls. Su ruta de ascenso es todavía una de las más populares y lleva su nombre, la Ruta Kor-Ingalls, de categoría 5.9. A día de hoy ha rutas por todos lados de la torre.

## Preservación
Gran parte de los terrenos de Castle Valley es o ha sido propiedad del Colegio y Administración Institucional y Crédito de Terrenos de Utah (SITLA). SITLA es una agencia que subasta y cede terrenos a intereses privados para financiar colegios de Utah y otras instituciones estatales. En primavera de 1999 SITLA subastó dos parcelas de terreno de 240.000 m² cada una. Se adjudicó a una promotora de Aspen, Colorado, que, junto a un socio local, planeaban dividir los terrenos creando multitud de terreno residencial. Este planeamiento habría eliminado la zona de acampada de la torre Castleton y reducido el acceso recreativo a la base de la torre. En respuesta a esto la Asociación Castle Rock(CRC) se formópara prevenir el desarrollo comercial. A lo largo de los dos años siguientes la CRC y otras asociaciones recaudaron el dinero necesario para comprar el terreno inicialmente comprado por los promotores y trabajaron junto con SITLA para asegurar más terreno para uso público. Esos 0.9 km² de terreno en los que se ubica la torre han sido protegidos y son propiedad de la organización sin ánimo de lucro Utah Open Lands

360° panorama tomado de la parte superior de Castleton Torre.